# Usta Mohammad
Usta Mohammad es una localidad de Pakistán, en la provincia de Baluchistán.

## Demografía
Según estimación 2010 contaba con 37789 habitantes.